# Samuel Gitler
Samuel Gitler Hammer (Ciudad de México, 14 de julio de 1933 - ibídem, 9 de septiembre de 2014) fue un ingeniero civil, matemático, investigador y académico mexicano.

## Estudios y docencia
Obtuvo la licenciatura de ingeniero civil en la Escuela de Ingenieros y la de matemáticas en la Facultad de Ciencias de la Universidad Nacional Autónoma de México (UNAM). Viajó a Nueva Jersey para realizar el doctorado de Topología algebraica en la Universidad de Princeton bajo la dirección de Norman Steenrod.
De 1953 a 1955 comenzó su carrera como docente, al impartir clases de matemáticas en su Alma mater. De 1957 a 1959 fue asistente de profesor en la Universidad de Princeton. De 1960 a 1961, fue profesor adjunto en la Universidad de Brandeis, en Waltham, Massachusetts. Regresó a México a finales de 1961; desde entonces se integró como profesor adjunto y como uno de los fundadores del Centro de Investigación y de Estudios Avanzados (Cinvestav) del Instituto Politécnico Nacional (IPN), que era dirigido por Arturo Rosenblueth Stearns. Dos años más tarde fue nombrado profesor titular e investigador tipo 3 F. Como profesor visitante impartió cátedra en la Universidad de Oxford, en la Universidad de Rochester y en diversos centros de estudios en Brasil, Canadá, Israel y Dinamarca.

## Investigador y académico
Sus trabajos más sobresalientes son los desarrollados en la teoría de obstrucciones, en el problema de Yang-Mills y en el espectro de Brown-Gitler. Fue miembro de la Sociedad Norteamericana de Matemáticas desde 1957. Respectivamente fue miembro de la Sociedad Matemática Mexicana, de la que fue secretario de 1965 a 1967 y presidente de 1967 a 1969. Fue miembro de la Academia de la Investigación Científica desde 1974. Fue miembro del Instituto de Estudios Avanzados de Princeton en 1964-1965 y en 1985-1986.
Fue miembro del Consejo Consultivo de Ciencias de la Presidencia de la República. Ingresó en El Colegio Nacional el 9 de octubre de 1986; su discurso fue contestado por el doctor José Adem. Falleció el 9 de septiembre de 2014 en la Ciudad de México.

## Premios y distinciones
- Representante de México ante la Unión Matemática Internacional en 1975.
- Premio Nacional de Ciencias otorgado por el Gobierno federal de México en 1976.[5]
- Profesor Emérito del Cinvestav en 2005.

## Publicaciones
Fue autor de más de cincuenta artículos científicos y monografías, así como de siete libros; entre ellos se encuentran:
- Nota sobre la transpotencia de Cartan en 1962.
- Espacios fibrados por H-espacios en 1962.
- Cohomology operations with local coefficients en 1963.
- Inmersión and embedding of real projective spaces en 1965.
- The inmersión of manifolds en 1967.
- The geometric dimension of real vector bundles en 1967.
- Espacios fibrados en 1968.
- Simposio Internacional de Topología Algebraica en 1968.
- The K theory of Stiefel manifolds en 1970.
- Conferencias sobre Teoría de Obstrucciones en 1972.
- Algunos problemas sobre espacios proyectivos en 1973.
- Introducción a la topología algebraica en 1976.
- Composition properties of projective homotopy classes en 1977.
- Introducción a la topología diferencial en 1979.
- Axial maps and cross-sections en 1984.
- The cohomology of blow-ups en 1992.
- On the homotopy type of complete intersections en 2005.
- On Lefschetz manifolds en 2006.